# Theo Weterings
Th.L.N. (Theo) Weterings (Tilburg, 18 april 1959) is een Nederlands econoom, politicus en bestuurder. Hij is lid van de VVD. Sinds 28 november 2017 is hij burgemeester van Tilburg.

## Opleiding
Weterings behaalde zijn atheneum A-diploma in 1977 aan het Cobbenhagen College in Tilburg. Hij studeerde in 1984 af in de economie aan de Katholieke Hogeschool Tilburg met een bestuurswetenschappelijke specialisatie.

## Loopbaan
Van 1987 tot 1990 was Weterings hoofd bureau Financieel beleid en van 1990 tot 1994 hoofd afdeling Economische Zaken van de Provincie Zuid-Holland. Hij was raadslid in Tilburg (1982-1985) en Diemen (1986-1990) en raadslid en wethouder in Rijswijk (1994-2001). Verder was hij van 1999-2001 Statenlid van de provincie Zuid-Holland.

## Burgemeester
Vanaf 7 mei 2001 was hij burgemeester van Beverwijk en sinds 26 april 2007 burgemeester van Haarlemmermeer, als opvolger van waarnemend burgemeester en oud-minister Tineke Netelenbos. Weterings ruilde in januari 2015 enkele weken met de burgemeester van Zaanstad, Geke Faber. Ze namen zelf het initiatief voor die ruil. Ze wilden elkaars gemeente beter leren kennen en ervaring opdoen met onderwerpen die in hun eigen gemeente niet of minder spelen.
Op 2 oktober 2017 droeg de gemeenteraad van Tilburg Weterings voor om de nieuwe burgemeester te worden van deze gemeente. Op 10 november 2017 heeft de ministerraad de voordracht overgenomen en Weterings per 28 november 2017 benoemd. Zo kreeg Tilburg, afgezien van de waarneming door Ivo Opstelten, voor het eerst een burgemeester van VVD-huize.
Op 6 mei 2025 heeft Weterings in een open brief bekendgemaakt dat hij per 31 augustus 2025 stopt als burgemeester.

## Privé
Theo Weterings is gehuwd en heeft drie volwassen kinderen. 